# Corydoras panda
Коридорас Панда (Corydoras panda) — вид прісноводних  риб родини панцирних сомів (Callichthyidae), роду коридораси (Corydoras). Вперше знайдено у 1968-му році.  У природі поширений у річках Південної Америки; популярні акваріумні риби.

## Поширення
У природі поширені у Перу та Еквадорі населяють невеликі річки, переважно тримаються на дні.

## Опис
Тіло в них завдовжки до 6,5 см. Забарвлення жовтувато-чорне. На голові по очах проходять чорні смуги, що створюють схожість із пандою, через що цей вид і отримав таку назву.

## Розмноження
Розмножуються в таких самих умовах, що й інші коридораси. Самка забирає по кілька ікринок в складені мішечком черевні плавці і приклеює їх до листя, каміння або скла. При температурі води 26… 28 °С через тиждень з'являється 50—200 малят. Починати вигодовувати сомиків краще інфузоріями на молоці (такі інфузорії повзають по дну). Згодом сомикам дають мікрочерв'яків.

## Утримання в акваріумі
В оздобленні акваріума повинні бути різноманітні укриття (корчі, рослини тощо). Рекомендують тримати зграйкою не менше 4—5 особин. Невибагливі в утриманні. Оптимальними параметрами води є: 22–26 °C, dGH 4—15°, pH 6,5—7,5. Потрібна фільтрація води та її регулярна підміна.